# Comandante del Corpo dei Marines
Il comandante del Corpo dei Marines (inglese: Commandant of the Marine Corps) (CMC) è l'ufficiale di grado più alto del Corpo dei Marines degli Stati Uniti. È un generale a quattro stelle, il quale assumendo la carica, diventa un membro del Joint Chiefs of Staff (lo stato maggiore congiunto). Il comandante risponde direttamente al Segretario alla Marina e al Congresso ed è responsabile di garantire l'organizzazione, la politica, i piani e i programmi per il Corpo dei Marines. Inoltre salvo quando il Capo dello stato maggiore congiunto e/o il suo vice sono ufficiali dei Marines, è la più alta qualifica militare dell'USMC. Dal 1806, la residenza ufficiale del comandante si trova nella Marine Barracks a Washington, e i suoi uffici principali sono nel Pentagono, in Virginia.

## Responsabilità e ruoli
Ha il compito di consigliare come consigliere militare il presidente, il Segretario della difesa, il Consiglio per la Sicurezza Nazionale, il Consiglio per la sicurezza interna, e il Segretario alla Marina per le questioni che coinvolgono il Corpo dei Marines. Il CMC inoltre, designa e comunica il personale e il budget dei Marines ai comandanti delle altre cinque forze armate. Il comandante poi, svolge altre funzioni prescritte nella sezione 8043 nel titolo 10 del United States Code o delega tali compiti e responsabilità ad altri ufficiali della sua amministrazione, i quali sono in ordine l'Assistente Comandante del Corpo dei Marines e il Sergente maggiore del Corpo dei Marines. 
Come gli altri capi di stato maggiore di forza armata, il comandante è una posizione amministrativa e non ha autorità di comando operativo sulle forze del Corpo dei Marines degli Stati Uniti.
Il comandante è direttamente responsabile nei confronti del Segretario alla Marina per le prestazioni complessive del Corpo dei Marines. Ciò include l'amministrazione, la disciplina, l'organizzazione interna, l'addestramento, i requisiti, l'efficienza e la prontezza del servizio. Il comandante è anche responsabile del funzionamento del sistema di supporto materiale del Corpo dei Marines.

## Nomina e grado

Stemma del Corpo dei Marines

Il comandante è nominato dal presidente, per un mandato di quattro anni, il quale successivamente deve essere confermato dalla maggioranza del Senato. Il comandante può essere riconfermato per un ulteriore mandato, ma solo durante i periodi di guerra o di emergenza nazionale dichiarati dal Congresso. Per statuto, il comandante è nominato generale a quattro stelle mentre presta servizio in carica. Il presidente può scegliere per la carica ogni ufficiale dei Marines con comprovata motivazione, che come detto in precedenza, quando assume la carica diviene automaticamente generale a quattro stelle.

## Lista dei Comandanti del Corpo
In tutto sono 40 gli uomini che hanno servito come comandante del Corpo dei Marines. Il primo comandante fu Samuel Nicholas, che assunse l'incarico di capitano, visto che all'epoca non esisteva la carica di comandante. In risposta a ciò il Secondo congresso continentale decretò che il marine più anziano potesse assumere il grado fino a colonnello. Il più longevo tra questi fu Archibald Henderson, a volte indicato come il "Grande vecchio del Corpo dei Marines" a causa del suo mandato di trentanove anni. Nella storia del Corpo dei Marines degli Stati Uniti, un solo Comandante fu sollevato dall’incarico e questo fu Anthony Gale, a seguito di un ordine della corte marziale nel 1820.
|    | Comandante                  |  | Inizio         | Fine      |
|    |                             |  |                |           |
| 1  | Samuel Nicholas             |  | 1775           | 1783      |
| 2  | William W. Burrows          |  | 1798           | 1804      |
| 3  | Franklin Wharton            |  | 1804           | 1818      |
| 4  | Archibald Henderson         |  | 1818           | 1819      |
| 5  | Anthony Gale                |  | 1819           | 1820      |
| 6  | Archibald Henderson         |  | 1820           | 1859      |
| 7  | John Harris                 |  | 1859           | 1864      |
| 8  | Jacob Zeilin                |  | 1864           | 1876      |
| 9  | Charles G. McCawley         |  | 1876           | 1891      |
| 10 | Charles Heywood             |  | 1891           | 1903      |
| 11 | George F. Elliott           |  | 1903           | 1910      |
| 12 | William P. Biddle           |  | 1911           | 1914      |
| 13 | George Barnett              |  | 1914           | 1920      |
| 14 | John A. Lejeune             |  | 1920           | 1929      |
| 15 | Wendell C. Neville          |  | 1929           | 1930      |
| 16 | Ben H. Fuller               |  | 1930           | 1933      |
| 17 | John H. Russell             |  | 1934           | 1936      |
| 18 | Thomas Holcomb              |  | 1936           | 1943      |
| 19 | Alexander Vandegrift        |  | 1944           | 1947      |
| 20 | Clifton Cates               |  | 1948           | 1951      |
| 21 | Lemuel C. Shepherd, Jr.     |  | 1952           | 1955      |
| 22 | Randolph M. Pate            |  | 1956           | 1959      |
| 23 | David M. Shoup              |  | 1960           | 1963      |
| 24 | Wallace M. Greene, Jr.      |  | 1965           | 1967      |
| 25 | Leonard F. Chapman, Jr.     |  | 1968           | 1971      |
| 26 | Robert Everton Cushman, Jr. |  | 1972           | 1975      |
| 27 | Louis H. Wilson, Jr.        |  | 1975           | 1979      |
| 28 | Robert H. Barrow            |  | 1979           | 1983      |
| 29 | Paul X. Kelley              |  | 1983           | 1987      |
| 30 | Alfred M. Gray, Jr.         |  | 1987           | 1991      |
| 31 | Carl E. Mundy, Jr.          |  | 1991           | 1995      |
| 32 | Charles C. Krulak           |  | 1995           | 1999      |
| 33 | James L. Jones              |  | 1999           | 2003      |
| 34 | Michael W. Hagee            |  | 2003           | 2006      |
| 35 | James T. Conway             |  | 2006           | 2010      |
| 36 | James F. Amos               |  | 2010           | 2014      |
| 37 | Joseph F. Dunford, Jr.      |  | 2014           | 2015      |
| 38 | Robert Neller               |  | 2015           | 2019      |
| 39 | David H. Berger             |  | 2019           | 2023      |
| 40 | Eric M. Smith               |  | 10 luglio 2023 | in carica |